# Village-Neuf
Village-Neuf (in tedesco Neudorf) è un comune francese di 3 715 abitanti situato nel dipartimento dell'Alto Reno nella regione del Grand Est.

## Società

### Evoluzione demografica
Abitanti censiti